# Вулька-Кожуховська
Вулька-Кожуховська (пол. Wólka Kożuchowska) — село в Польщі, у гміні Висьмежиці Білобжезького повіту Мазовецького воєводства.
Населення — 63 особи (2011).
У 1975-1998 роках село належало до Радомського воєводства.

## Демографія
Демографічна структура станом на 31 березня 2011 року:
|          | Загалом | Допрацездатний вік | Працездатний вік | Постпрацездатний вік |
| -------- | ------- | ------------------ | ---------------- | -------------------- |
| Чоловіки | 31      | 4                  | 25               | 2                    |
| Жінки    | 32      | 9                  | 15               | 8                    |
| Разом    | 63      | 13                 | 40               | 10                   |